# Max Papis
Massimiliano "Max" Papis (Como, 3 oktober 1969) is een Italiaans autocoureur. Hij maakte zijn Formule 1-debuut in 1995 bij Footwork en nam deel aan 7 Grands Prix. Hij scoorde geen punten.

## Carrière
Hij startte met karting in 1982 en wist een aantal prestigieuze races te winnen. Hij stapte in 1989 over naar de Italiaanse Formule 3 en wist een aantal goede resultaten te behalen. Hij bleef in deze klasse tot en met 1992 en won 2 races. In 1992 behaalde hij een top-5 plaats in het eindklassement.
Hij kwam in de Formule 3000 in 1993 en hij werd vijfde in het kampioenschap van 1994. Hij was ook testrijder voor Lotus en Ligier.
Zijn debuut in de Formule 1 maakte hij vervolgens in 1995. Hij verving Gianni Morbidelli bij Footwork, mede dankzij het sponsorgeld dat hij meebracht voor het noodlijdende team. Hij had echter problemen met de wagen en was meestal trager dan zijn teamgenoot Taki Inoue. Daarnaast had hij ook behoorlijk wat pech. Hij werd in de Grand Prix van Italië bijna zesde, maar werd in de laatste ronde nog voorbijgestoken door Jean-Christophe Boullion. Toen Morbidelli terugkeerde werd hij onmiddellijk weer vervangen.
Hij ging in 1996 in de CART rijden als vervanger van Jeff Krosnoff die overleed tijdens de race in Toronto. Hij racete in 1999 voor het Rahal-team waarvoor hij vijfde werd in het kampioenschap. In 2000 won hij zijn eerste race maar slaagde er niet in om in de top-10 van het eindklassement te eindigen. Een jaar later won hij twee races en werd zesde in het kampioenschap maar werd wel ontslagen, mede door twee ongelukken met zijn teamgenoot Kenny Bräck. Hij ging in 2002 normaal voor het Sigma-team rijden, maar dit project werd stopgezet. Hij reed nog wel een deel van het seizoen 2003 voor PK Racing.
Hij racete in 2002 en 2006 in de Indianapolis 500 voor Cheever Racing en maakte zijn NASCAR debuut in de Busch Series in augustus 2006 voor McGill Motorsports. Hij probeerde zich ook te kwalificeren voor de NEXTEL Cup maar wist zich niet te kwalificeren.
Zijn bijnaam in de Verenigde Staten is "Mad Max".

## Formula 1-resultaten
| 1995 | Footwork | Footwork FA16 | Hart V8 | BRA | ARG | SMR | ESP | MON | CAN | FRA | GBR Ret | GER Ret | HUN Ret | BEL Ret | ITA 7 | POR Ret | EUR 12 | PAC | JPN | AUS | 22ste | 0 |